# Wald nördlich von Basepohl
Wald nördlich von Basepohl este o arie protejată (arie specială de conservare — SAC, sit de importanță comunitară — SCI) din Germania întinsă pe o suprafață de 823 ha, integral pe uscat.

## Localizare
Centrul sitului Wald nördlich von Basepohl este situat la coordonatele 53°44′29″N 12°54′31″E / 53.7414°N 12.9086°E.

## Înființare
Situl Wald nördlich von Basepohl a fost declarat sit de importanță comunitară în aprilie 2004 pentru a proteja 2 specii de animale. Situl a fost protejat și ca arie specială de conservare în august 2016.

## Biodiversitate
Situată în ecoregiunea continentală, aria protejată conține 4 habitate naturale: Lacuri eutrofice naturale cu vegetație de tip Magnopotamion sau Hydrocharition, Mlaștini turboase de tranziție și turbării mișcătoare, Păduri de fag Luzulo-Fagetum, Păduri de fag Asperulo-Fagetum.
La baza desemnării sitului se află mai multe specii protejate:
- mamifere (1): vidră de râu (Lutra lutra)
- nevertebrate (1): Osmoderma eremita